# Sant Guim de Freixenet
Sant Guim de Freixenet är en kommun i Spanien.   Den ligger i provinsen Província de Lleida och regionen Katalonien, i den östra delen av landet, 400 km öster om huvudstaden Madrid. Antalet invånare är 1 104. Arean är 25,1 kvadratkilometer. Sant Guim de Freixenet gränsar till Pujalt, Veciana, Copóns, Argençola, Montmaneu, Ribera d'Ondara och Estaràs. 
Terrängen i Sant Guim de Freixenet är platt.